# Icipici pók

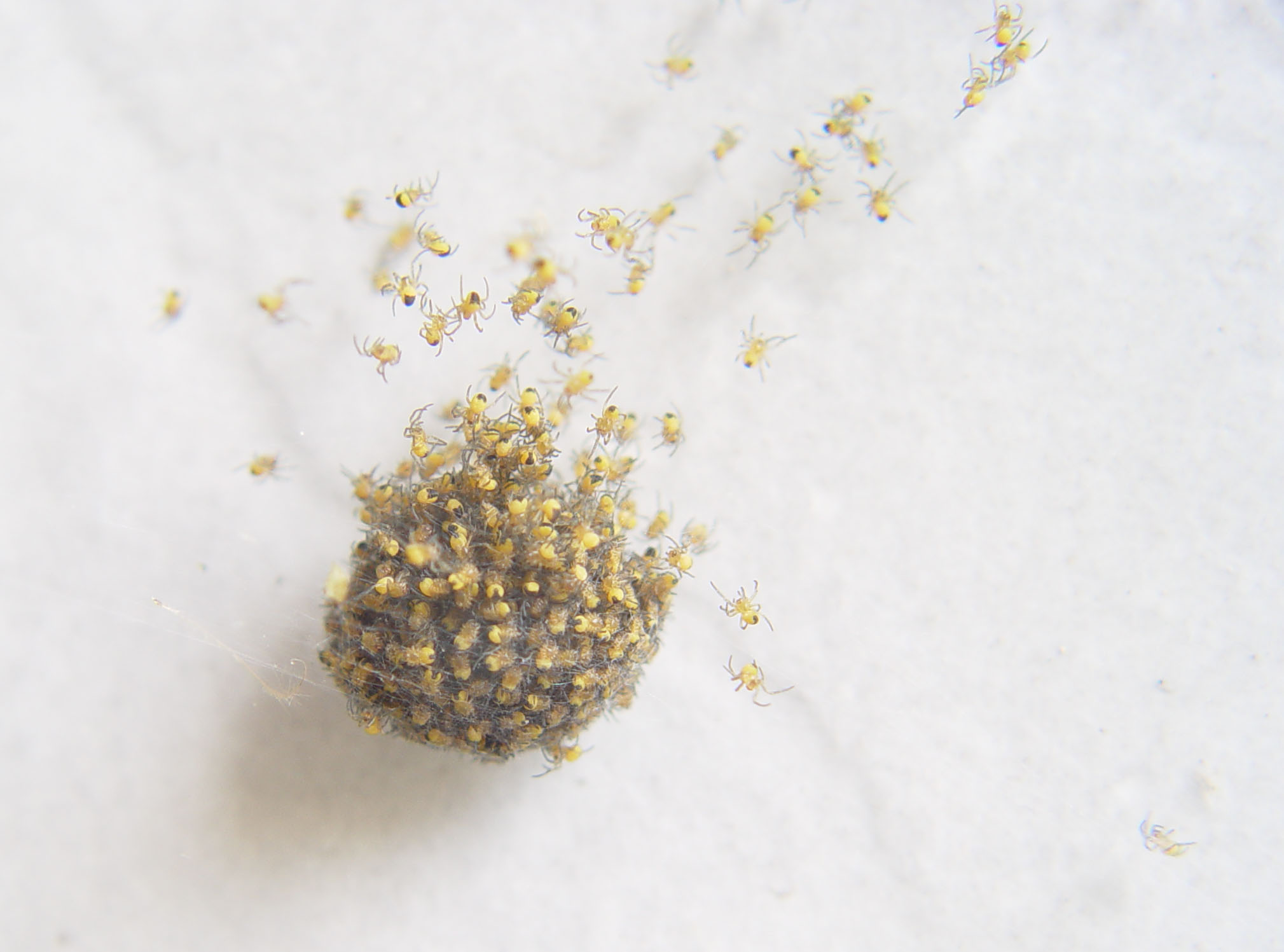
Ici-pici pókocskák.

Az Icipici pók egy (általában) mozdulatokkal kísért gyerekdal, ami számos nyelven létezik.
Magyarul így hangzik:
Egy icipici pók felmászott az ereszen,
Jött egy nyári zápor, lemosta hirtelen,
De kisütött a nap, és felszárított mindent,
Így az icipici pók felmászott az ereszen.
Amikor az első sort énekeljük, váltakozva az egyik kéz mutatóujját a másik kéz hüvelykujjához illesztjük, és majd a másik kéz mutatóujját illesztjük az első kéz hüvelykujjához, egy fölfelé haladó, mászó mozgást imitálva.
A második sornál a nyitott kezeket lefelé mozgatjuk a zápor esését szimbolizálva. ezután fölfelé mozgatjuk a kezeinket a harmadik sornál, majd a negyedik sornál megismételjük az első sor ujjmozdulatait, azt szimbolizálva, hogy „az icipici pók felmászott az ereszen”.
Az ének számos nyelven létezik azonos kézmozdulatokkal, noha a szöveg részletei eltérnek. Angolul a pókot Itsy Bitsy Spidernek hívják, és a magyarhoz hasonlóan az ereszen mászik. Az Amerikai Egyesült Államokban rajzfilmsorozat is készült, melyet a versike ihletett.
Dánul Lille Peder Edderkop a neve és a falon mászik. Norvégul Petter Edderkopp és „a kalapomon” mászik. Izlandiul Kalli litli könguló („kicsi Karcsi pók”) és fára mászik. Svédül és finnül fonálon mászik – érdekesség, hogy az utóbbi nyelven az éneket további két versszakkal egészítették ki, amelyek egy hangyáról és egy tücsökröl szólnak.